# Jardim do Palacete de São Bento

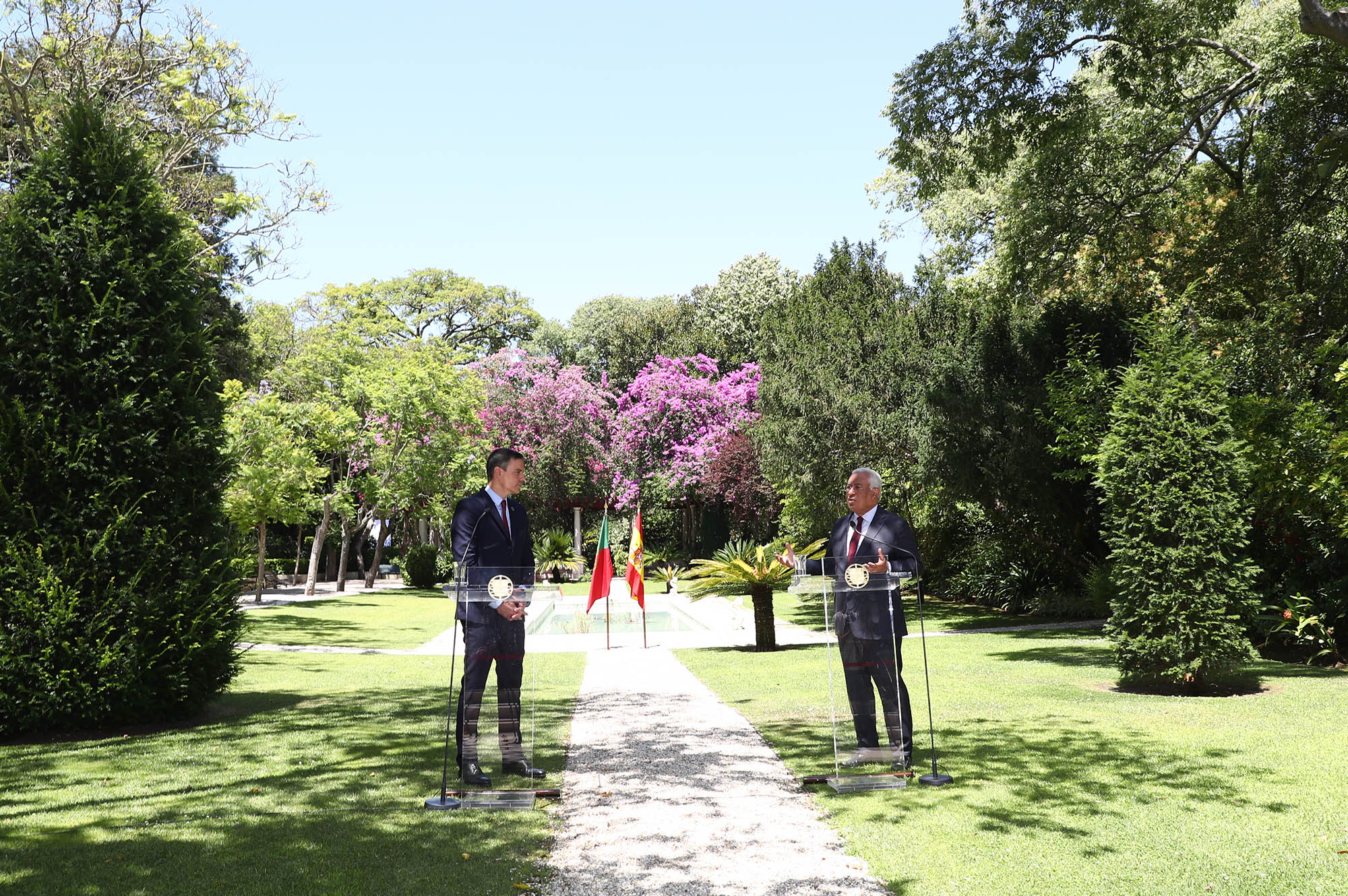
António Costa e Pedro Sánchez no jardim do Palacete de São Bento.

O Jardim do Palacete de São Bento é um jardim em Lisboa com cerca de dois hectares integrado no Palacete de São Bento, residência oficial do Primeiro-Ministro de Portugal.
O jardim está classificado no Plano Diretor Municipal de Lisboa na categoria de Património Edificado e Paisagístico, com notável relevância arquitetónica, cultural, artística e botânica, incluindo elementos decorativos e escultóricos, como a escultura em mármore denominada "Meditação" (1939) de Leopoldo de Almeida e obras contemporâneas, como o painel tridimensional em azulejo "Aqui Agora" de Lourdes Castro inaugurado em 2019.
Desde 2016, está aberto a visitas ao público em determinados dias.